# Kastus' Kalinovskij
Kastus' Kalinovskij (Кастусь Калиновский) è un film del 1928 diretto da Vladimir Rostislavovič Gardin.